# Vjatsjelav Voronin
Vjatsjelav Nikolajevitsj Voronin (Russisch: Вячеслав Николаевич Воронин) (Vladikavkaz, 5 april 1974) is een Russische atleet, die gespecialiseerd is in het hoogspringen. Met zijn persoonlijk record van 2,40 m behoort hij tot 's werelds beste hoogspringers. Desondanks veroverde hij op de Olympische Spelen, waaraan hij driemaal deelnam, nooit medailles.

## Biografie
Voronin kreeg in 1993 internationale bekendheid met het winnen van een zilveren medaille op het EK voor junioren. In 1999 won hij het hoogspringen op het WK in Sevilla met een sprong over 2,37 en versloeg hiermee de Canadees Mark Boswell (zilver) en de Duitser Martin Buss (brons). Eerder dat jaar werd hij op het WK indoor nog verslagen door de Cubaan Javier Sotomayor, die met minder pogingen over 2,36 sprong.
Het jaar erop werd hij Europees indoorkampioen hoogspringen. Dat jaar was hij ook van de partij op de Olympische Spelen van Sydney, waar hij een tiende plaats behaalde met een sprong over 2,29. Vier jaar later eindigde hij op de Olympische Spelen van Athene met opnieuw 2,29 één plaatsje hoger, als negende.
In 2005 viel Voronin nog tweemaal op. Eerst werd hij bij de wereldkampioenschappen in Helsinki achtste met 2,29, waarna hij een maand later in Monaco tijdens de Wereldcup finale tweede werd met 2,32. Daarna werd het stil rond de Rus.
In 2008 was hij er op de Olympische Spelen in Peking ineens weer bij. Indruk kon hij echter niet maken. Met 2,25 werd hij achtste in zijn kwalificatiegroep; hiermee was hij uitgeschakeld voor deelname aan de finale.
Vjatsjelav Voronin is aangesloten bij Dynamo Moskva.

## Titels
- Wereldkampioen hoogspringen - 1999
- Europees indoorkampioen hoogspringen - 2000
- Russisch indoorkampioen hoogspringen - 1999, 2005
- Russisch kampioen hoogspringen - 1998, 2001

## Persoonlijke records
| Onderdeel              | Prestatie | Datum           | Plaats  |
| ---------------------- | --------- | --------------- | ------- |
| hoogspringen (outdoor) | 2,40 m    | 5 augustus 2000 | Londen  |
| hoogspringen (indoor)  | 2,37 m    | 5 maart 2000    | Glasgow |

## Palmares

### hoogspringen
Kampioenschappen
- 1993:  EJK - 2,18 m
- 1998:  EK indoor - 2,31 m
- 1999:  WK indoor - 2,36 m
- 1999:  Europese beker - 2,32 m
- 1999:  WK - 2,37 m
- 2000:  EK indoor - 2,34 m
- 2000:  Grand Prix - 2,32 m
- 2000: 10e OS - 2,29 m
- 2001:  WK - 2,33 m
- 2001:  Goodwill Games - 2,31 m
- 2004: 9e OS - 2,29 m
- 2004: 8e Wereldatletiekfinale - 2,23 m
- 2005: 8e WK - 2,29 m
- 2005:  Wereldatletiekfinale - 2,32 m
- 2008: 8e in kwal. OS - 2,25 m

Golden League-podiumplaatsen
- 2000:  Golden Gala - 2,35 m
- 2000:  Bislett Games - 2,31 m
- 2005:  Memorial Van Damme - 2,28 m

1983 Hennadi Avdjejenko ·
1987 Patrik Sjöberg ·
1991 Charles Austin ·
1993 Javier Sotomayor ·
1995 Troy Kemp ·
1997 Javier Sotomayor ·
1999 Vjatsjelav Voronin ·
2001 Martin Buß ·
2003 Jacques Freitag ·
2005 Joeri Krymarenko ·
2007 Donald Thomas ·
2009 Jaroslav Rybakov ·
2011 Jesse Williams ·
2013 Bohdan Bondarenko ·
2015 Derek Drouin ·
2017 Mutaz Essa Barshim ·
2019 Mutaz Essa Barshim ·
2022 Mutaz Essa Barshim ·
2023 Gianmarco Tamberi